# Archidiocèse de Chihuahua
L'archidiocèse de Chihuahua (en latin : Archidioecesis Chihuahuensis ; en espagnol : Arquidiócesis de Chihuahua) est un archidiocèse métropolitain de l'Église catholique du Mexique.

## Territoire

Archidiocèse de Chihuahua
Suffragants

Il comprend 20 municipalités de l'État de Chihuahua ce qui correspond à un territoire d'une superficie de 53 958 km2 divisé en 82 paroisses.
Le siège archiépiscopal est dans la ville de Chihuahua où est située la cathédrale de la Sainte-Croix, édifice baroque du milieu du XVIIIe siècle, et dans laquelle repose saint Pierre de Jésus Maldonado, prêtre martyr.

## Historique
Le diocèse de Chihuahua est érigé le 23 juin 1891 par la bulle Illud in primis du pape Léon XIII, recevant son territoire du diocèse de Durango, qui est en même temps élevé au rang d'archidiocèse métropolitain, et qui reçoit le diocèse de Chihuahua comme suffragant.
Il cède une portion de territoire le 6 mai 1950 pour l'érection de la mission sui juris de Tarahumara (aujourd'hui diocèse de Tarahumara)et le 10 avril 1957 et la création du diocèse de Ciudad Juárez.
Le 22 novembre 1958, le diocèse est élevé au rang d'archidiocèse métropolitain par la constitution apostolique Supremi muneris du pape Jean XXIII avec les diocèses de Sonora (aujourd'hui archidiocèse de Hermosillo) et de Ciudad Juárez. Le chapitre de la cathédrale est institué le 8 janvier 1959 par la bulle Cum venerabilis du même Jean XXIII. 
Le territoire du diocèse s'agrandit le 15 octobre 1963 avec les municipalités d'Ojinaga, Coyame del Sotol, Manuel Benavides et Guerrero qui appartenait au diocèse de Ciudad Juárez et cédés en vertu du décret Concrediti gregis de la congrégation des évêques. 
Au XXe siècle, il cède encore du territoire à plusieurs reprises du territoire pour l'érection de nouvelles ecclésiastique : le 25 avril 1966 pour la prélature territoriale de Madera, le 11 mai 1992 pour le diocèse de Parralet le 17 novembre 1995 de nouveau au profil de la prélature territoriale de Madera qui est élevée le même jour au rang de diocèse et qui prend le nom de diocèse de Cuauhtémoc-Madera.

## Évêques et archevêques
évêques
- José de Jesús Ortíz y Rodríguez (10 juin 1893 - 16 septembre 1901), nommé archevêque de Guadalajara
- Nicolás Pérez Gavilán y Echeverría (20 février 1902 - 3 décembre 1919)
- Antonio Guízar y Valencia (20 juillet 1920 - 22 novembre 1958)

archevêques
- Antonio Guízar y Valencia (22 novembre 1958 - 24 août 1969)
- Adalberto Almeida y Merino (24 août 1969 - 24 juin 1991)
- José Fernández Arteaga (24 juin 1991 - 29 septembre 2009)
- Constancio Miranda Weckmann, depuis le 29 septembre 2009